# Lantmätarsköldpadda
Lantmätarsköldpadda (Psammobates geometricus) är en sköldpaddsart som beskrevs av Carl von Linné 1758. Arten ingår i släktet Psammobates och familjen landsköldpaddor. IUCN kategoriserar lantmätarsköldpaddan globalt som starkt hotad. Inga underarter finns listade i Catalogue of Life.
Skölden har en gul grundfärg och svarta mönster som är ordnade i strålar. Vid baksidan är skölden lite böjd uppåt. Hos arten är honor större än hannar men de har en kortare svans. Honor lägger i september två till fyra ägg.

## Utbredning
Lantmätarsköldpaddan finns enbart i de sydvästra delarna av Västra Kapprovinsen i Sydafrika. Mer exakt i områdena runt städerna Tulbagh, Paarl och Malmesbury.